# جيمس براون ماسون
جيمس براون ماسون (بالإنجليزية: James Brown Mason) هو سياسي أمريكي، ولد في 1775 في الولايات المتحدة، وتوفي في 31 أغسطس 1819 في بروفيدنس في الولايات المتحدة. انتخب عضو مجلس النواب الأمريكي.